# جون أندرو ستيفنسون
جون أندرو ستيفنسون (بالإنجليزية: John Stevenson)‏ هو ملحن أيرلندي، ولد في 1761 في دبلن في جمهورية أيرلندا، وتوفي في 14 سبتمبر 1833 في كيلز، مقاطعة ميث في جمهورية أيرلندا.

## وصلات خارجية
- جون ستيفنسون على موقع ميوزك برينز (الإنجليزية)